# Joseph Rosny
Œuvres principales
- Les Infortunes de la Galetierre pendant le régime décemviral
- Joseph et Caroline ou le Berger de la Sologne
- Firmin ou le Jouet de la fortune

Joseph Rosny (Antoine-Joseph-Nicolas de Rosny) est un écrivain français polygraphe né le 29 août 1771 à Paris et mort le 21 octobre 1814 à Valenciennes. Il est l'auteur de nombreux romans, de quelques pièces de théâtre et de plusieurs ouvrages érudits. Son œuvre, mêlant souvent des éléments autobiographiques à la fiction, est riche d'enseignements sur le monde des lettres pendant la Révolution française.

## Biographie

### Famille
Antoine-Joseph-Nicolas de Rosny est né à Paris le 29 août 1771.
Sa mère était Marie-Françoise Le Roy, fille aînée de François Le Roy de La Faudignère, dentiste et inventeur d'un élixir odontalgique. Dans son testament, celui-ci indique qu'il reconnaît l'enfant comme son petit-fils, alors même qu'il est né avant le mariage de sa fille avec «le Sr Prunot de Rosni». Le père de Joseph Rosny était l'un des directeurs employés dans les services centraux des fermes du Roi,. D'après une note de Léon de Rosny, il s'appelait Antoine-Nicolas Prunaut (ou Prunol) de Rosny et serait mort en 1794. D'après l'acte du second mariage de Joseph Rosny, il s'appelait Antoine Jacob Roland Derosny. Si l'on en croit les Mémoires de Madame de Rosny, Joseph Rosny aurait été déshérité par son père «en raison de ses opinions politiques en faveur de Voltaire, Jean-Jacques Rousseau et autres Encyclopédistes». Les Mémoires d'un jeune homme, publiés par Joseph Rosny en 1796 puis transformés en roman sous le titre Joseph et Caroline l'année suivante racontent en effet l'histoire d'un jeune homme en rupture avec sa famille, jusqu'à la mort du père, des suites d'une maladie, en 1794. Dans sa brochure Au gouvernement français, publiée en l'an X (1802), Joseph Rosny fait de cette rupture un argument pour prouver qu'il a abandonné volontairement les privilèges de l'Ancien régime en renonçant «à un emploi de 40 000 liv[res] dont [son père] était revêtu depuis près de soixante ans, et dont la survivance [lui] était promise
Une copie manuscrite et richement reliée du roman Les Infortunes d'un détenu est dédicacée par Joseph Rosny «à sa cousine Duval» : cela indique que, vers 1798, lorsque cet ouvrage est publié sous le titre Les Infortunes de La Galetierre pendant le régime décemviral, Joseph Rosny voulait renforcer ou renouer ses liens avec la famille de sa mère. Marie Duval était la fille de Françoise Le Roy, sa tante, et du chirurgien-dentiste Jacques René Duval.
Joseph Rosny se marie une première fois avec Anne Geneviève Caroline Perrier. Le couple a plusieurs enfants. En 1809, il se marie en secondes noces à Valenciennes avec Isbergue Thérèse Hécart, fille de Gabriel Hécart, secrétaire de la mairie et érudit local. De cette seconde union naît Lucien de Rosny en 1810, futur père de Léon de Rosny.

### Carrière militaire
Joseph Rosny a publié ses états de service militaire, assortis de pièces justificatives, dans la brochure Au gouvernement français. De 1784 à 1787, il est élève à l'école militaire de Rebais, créée par l'ordonnance de 1776. En 1788 et 1789 il est simple soldat puis sergent-fourrier, chargé de l'intendance, au régiment de Vexin, qui tient alors garnison dans les forts de Marseille. Dans Joseph et Caroline (1797), il raconte ses difficultés à subir la condition de soldat. Il obtient son congé en 1789 et renoue avec la carrière des armes en 1791 en s'engageant comme volontaire au premier bataillon du département du Cher. Sous-lieutenant l'année suivante, il est quartier-maître trésorier de la Légion des Ardennes en 1793, puis adjoint du général de brigade Jacob en l'an II, et adjoint des adjudants généraux de l'armée de l'Ouest en l'an III. Réformé pour raison de santé, il commence alors une carrière administrative interrompue quelques mois en l'an VII, quand il reprend son activité de quartier-maître trésorier du 1er bataillon de l'Aveyron.

### Carrière administrative
Il occupe divers postes dans les administrations militaires et civiles entre 1795 et 1802. En 1795 il obtient le poste de sous-chef de la commission des armées de terre. Par la suite, il devient commis d'ordre général auprès du ministre de la Police, le général Cochon. Sous-chef du Bureau de l'esprit public au ministère quelques mois plus tard (en 1797), il ne fait plus partie du personnel de l'administration des bureaux du ministère de l'Intérieur l'année suivante, en 1798. Protégé par François de Neufchâteau mais aussi par ses appels répétés aux autorités, il devient premier rédacteur à l'Instruction publique. Il quitte l'administration civile pour l'administration militaire pendant quelques mois. En 1799, Lucien Bonaparte l'appelle aux fonctions de commis divisionnaire au ministère de l'Intérieur mais Joseph Rosny n'y reste que peu de temps. En effet, son protecteur est écarté du pouvoir en mars 1800 et il se retrouve à nouveau sans emploi. Cependant, un an plus tard en 1801, il est recommandé par Lebrun au ministre de l'Intérieur Chaptal. Ainsi, il devient directeur de l'octroi municipal à Autun mais doit aussi quitter Paris pour la Bourgogne. La suite de sa carrière administrative est moins connue. L'acte de son second mariage indique qu'il est « contrôleur de la navigation » à Valenciennes en 1809.

### Carrière littéraire
Il publie en 1789 sa première œuvre, Ulamor et Feltidie, un roman « féerique » et « allégorique ». Son dernier ouvrage, Placet allégorique présenté à S.M. l'Empereur et Roi, par un officier réformé, paraît en 1814. Entre ces deux dates, il a publié une soixantaine d'ouvrages, mais il a parfois rencontré des difficultés pour le faire, si l'on en croit ce qu'il a écrit dans plusieurs de ses textes. Dans Firmin ou le Jouet de la Fortune, il semble vouloir sensibiliser son public aux difficultés que l'écrivain peut rencontrer pour se faire éditer en plaçant le protagoniste de son histoire dans la situation de l'écrivain malheureux. Il y souligne notamment l'opposition entre l'écrivain reconnu et celui qui doit écrire pour vivre. Entre 1796 et 1800, sa carrière littéraire est liée à sa carrière administrative : ses ouvragent participent au mouvement de « républicanisation des esprits » encouragé par les autorités du Directoire. À partir de 1800, il écrit des ouvrages savants ou relevant des Belles-Lettres, construisant une identité d'auteur qui relève davantage de la culture nobiliaire.

## Œuvre
Joseph Rosny est un polygraphe, auteur d'une œuvre abondante et variée. Il a écrit des romans, des pièces de théâtre, des ouvrages savants, mais aussi des mémoires, des biographies ou encore des dictionnaires. Sa vie personnelle influence beaucoup ses œuvres, tout particulièrement dans le roman Joseph et Caroline de 1797, réédition de Mes vingt-cinq ans ou Mémoires d’un jeune homme fidèlement rédigés et recueillis par lui-même parus l'année précédente. Les éditions successives de ce texte multiplient les indications autobiographiques : l'âge de l'auteur en 1796, son nom comme éditeur de cette première édition, son prénom et celui de sa première épouse dans le titre suivant, son nom à peine masqué dans les trois éditions («R**y»).

### Un témoin de son temps
Parmi les lieux communs omniprésents dans l'œuvre de Rosny, la recherche d'authenticité occupe une place importante. On en trouve notamment la manifestation dans le roman Joseph et Caroline. Le titre complet Joseph et Caroline, ou Le berger de la Sologne. Mémoires d'un jeune homme, fidèlement rédigés par lui-même. Histoire véritable, par Joseph R**y, officier de la Légion des Ardennes, oriente la lecture vers une considération quasi historique de l'œuvre, par la mention du nom «Mémoires», l'adverbe «fidèlement» et l'adjectif «véritable». Ces trois termes insistent sur la volonté de Rosny de conférer un caractère véridique au récit, et sur sa capacité à retranscrire des situations réelles qui pourraient captiver le lecteur de son époque. Rosny lui-même affirme que « L’histoire a toujours au-dessus du roman le mérite de la réalité ». Pour atteindre la Vérité, Rosny se fait le témoin de réalités diverses, dont l’intérêt réside dans leur variété : le quotidien du militaire et ses sacrifices, les relations familiales souvent houleuses, le choc entre les classes sociales, le questionnement amoureux et les choix qu’il induit, la notion d’amitié et surtout celle du bonheur. Ce souci d’authenticité dépasse, dès lors, les exigences d’une prose « parfaite » ou simplement très travaillée, puisque l’auteur lui-même, dans l’Avertissement, en amont du récit, demande aux lecteurs de bien vouloir excuser les « négligences impardonnables » de son récit. En effet, les nouvelles éditions auraient pu permettre de combler ces négligences ; pourtant il a « cru devoir laisser {son œuvre} imparfaite, plutôt que de la dénaturer, en cherchant à altérer la vérité. »

### L'écriture de la Révolution
Dans Les Infortunes de Monsieur de La Galetierre (1797), Joseph Rosny écrit des mémoires fictifs dans lesquels il dresse un tableau des mœurs du temps. L'illusion romanesque lui permet d'ailleurs de montrer son point de vue sur le monde : dans ce roman, l'auteur attaque le personnel politique de l’an II (1793-1794), et donne à voir le gouvernement révolutionnaire comme violent et barbare. Il exploite ainsi les craintes liées à la Terreur, décrivant le climat de suspicion généralisé dont Robespierre et ses complices seraient responsables. Il attaque violemment les agents à la solde de la Terreur et présente la politique du gouvernement révolutionnaire comme sanglante et impitoyable. Les conditions d’emprisonnement et la mort certaine des prisonniers sont notamment décrites lors de la détention de La Galetierre à Paris. Les intentions de l'éditeur par rapport à son public sont définies d'entrée dans l'Avertissement : « mettre en garde contre un nouveau système de sang et d'anarchie ». C’est ainsi que l’auteur souhaite que les générations futures soient révulsées par ce livre et qu’elles le considèrent comme un « monument de honte et de barbarie ».
Les Infortunes de La Galetierre pendant le régime décemviral est imité, repris, et à l’origine de lieux communs sur la « Terreur ». Rosny adapte ce roman pour le théâtre en 1798 en publiant Le régime décemviral, fait historique, drame en trois actes et en prose. À de nombreuses reprises au cours de la pièce, les personnages formulent de violentes critiques à l’adresse du pouvoir, notamment au cours de la scène 2 de l’acte I, où le personnage de Rainville, craignant pour la sécurité de Monsieur de la Galetierre, lui dit « Ignorez-vous tous les crimes qui se commettent journellement par une poignée de scélérats, qui, sous le prétexte ordinaire de la liberté, s’arrogent le droit d’égorger leurs semblables ? Ignorez-vous tous les crimes qu’ils ont commis à la faveur de l’impunité ? ». Cette pièce peu représentée est rapidement tombée dans l’oubli, ce que Rosny lui-même reconnaît dans la préface du drame. Il rédige lui-même une note qu'il fait passer pour celle des éditeurs, dans laquelle il prétend que les autorités du département d’Indre-et-Loire ont préféré couper court aux représentations de la pièce car celle-ci aurait suscité trop de réactions violentes de la part de royalistes et d’anarchistes. Ce faisant, Rosny se positionne non seulement comme détracteur du régime républicain, mais aussi comme dramaturge subissant la censure.
Outre Le régime décemviral, fait historique, drame en trois actes et en prose, Joseph Rosny publie une seconde pièce en 1798, Adonis ou le bon nègre: Mélodrame, en quatre actes, avec danses, chansons, décors et costumes créoles, coécrite par François Béraud de la Rochelle et représentée sur la scène du Théâtre de l'Ambigu-Comique en fructidor de l’an 6 de la République. Cette pièce fait écho à la situation politique de la France de l’époque. Elle se déroule dans une colonie française d’Afrique, et met en scène un esclave, Adonis, qui aide son maître et sa femme à vaincre un  révolutionnaire noir autoproclamé libérateur du peuple africain. Au quatrième acte, le révolutionnaire cupide est finalement vaincu, le maître nomme Adonis sauveur véritable de la colonie, et rend la liberté à tous les esclaves.
Le thème de l'émigration, c'est-à-dire de la fuite hors de France, entre 1789 et 1800, de plusieurs milliers de personnes redoutant le renversement de la monarchie, est présent dans certaines des œuvres de Joseph Rosny comme Les Infortunes de la Galetierre. Dans Firmin ou le Jouet de la Fortune, il cherche à tirer parti de la popularité de ce thème en introduisant quelques lieux communs sur l’émigration. Cependant, le sujet de l’émigré est peu traité car l'exil de Firmin et son épouse à l'étranger est très bref. Aussi, à la fin de la deuxième partie dans un « Avertissement nécessaire ou préface inutile », il critique le goût prononcé des lecteurs pour ce thème , qui l'aurait forcé à donner un titre « fallacieux » à son œuvre.
Les deux œuvres de Rosny qui comportent dans leur titre le terme de fortune (Firmin ou le Jouet de la Fortune et Les Infortunes de la Galetierre) s'inscrivent explicitement dans le contexte historique de la Révolution française. La Révolution, comme fond historique du roman, met en valeur l'idée d'un impossible retour en arrière. Cela alimente ainsi le topos de la fortune, dans la mesure où elle présente l'impuissance de l'Homme face à l'impossibilité de déjouer la force du hasard. Ainsi, selon les cas, la Révolution apparaît soit comme « une monstruosité imprévisible », soit comme « une violence qui a sa logique »  tout comme la fortune dans les romans du XVIIIe siècle, en particulier ceux de Rosny.

### Les lieux communs romanesques
Dans  Firmin ou le Jouet de la Fortune par exemple, Joseph Rosny reprend le topos de la nature hostile et violente, une tempête venant séparer les personnages, ainsi que celui de l’orphelin ou de l’enfant trouvé : Firmin se découvre noble et change de condition sociale. La figure du père absent, retrouvé, ou mourant, est  très présente dans plusieurs de ses œuvres, ce qui semble étroitement lié à sa situation familiale.
Un lieu commun tout aussi important est celui de l'amitié. Dans Joseph et Caroline, elle est le support de l'évolution du protagoniste Joseph, rythmée par ses échanges avec ses trois amis intimes. Ce roman épistolaire qui retrace le parcours d'un jeune homme fougueux de vingt-ans, à travers sa vie familiale, militaire et amoureuse, est aussi un roman d'apprentissage. Ce sont les figures du véritable Ami ou du Père qui tempèrent les ardeurs du jeune homme ayant encore peu d'expérience de la vie.
Le topos de la fortune est également très présent dans les romans de Joseph Rosny. La fortune implique une dialectique problématique entre hasard et nécessité, à la fois aléatoire et inéluctable. Ce paradoxe est largement exploité par Joseph Rosny, qui s'appuie sur ce thème pour construire le déroulement de l'action romanesque, notamment dans Le Péruvien à Paris, ou dans Ulamor et Feltidie. L'ambiguïté du thème est particulièrement mise en évidence dans une de ses œuvres : Firmin ou le Jouet de la Fortune. Ce roman présente une ambivalence fondamentale entre le statut actif ou bien passif du personnage, entre sa capacité à saisir les occasions pour en tirer le meilleur, et sa situation de « jouet de la fortune ».

### La pastorale
Une des thématiques privilégiées de l'œuvre de Joseph Rosny est la pastorale. Le titre alternatif de Joseph et Caroline est Le Berger de la Sologne . En 1800, l’auteur publie son premier roman ouvertement pastoral : Claude et Claudine ou l’Amour au village. En 1801, il publie une de ses œuvres les plus connues : Le Bonheur rural, ou Tableau de la vie champêtre. Dans l’avertissement de cet ouvrage, l'auteur affirme son goût pour la nature et ses descriptions.
Le goût qu’a Joseph Rosny pour la pastorale doit être associé à l’auteur Jean-Pierre Claris de Florian, dont l’œuvre comprend quatre œuvres explicitement pastorales. Les deux hommes font connaissance vers la fin de l'année 1791 ou le début de l'année 1792 et Florian aurait encouragé Joseph Rosny à écrire. Plus âgé que lui de seize années, Florian se place en tant que modèle pour la jeune plume qu’était Joseph Rosny. En effet, on peut se rendre compte de son admiration lorsque l’auteur publie en 1797 un ouvrage biographique en son hommage, Vie de Jean-Pierre de Florian, trois ans après sa mort. Dans l’avant-propos de ce dernier, Joseph Rosny parle d’un « sentiment de reconnoissance » envers « [son] bienfaiteur et [son] ami ». De même, en 1812, il publie un Éloge de J.-P. Claris de Florian. On sait également que son œuvre Claude et Claudine ou l’Amour au village est un roman pastoral imité de l’œuvre de Florian Estelle et Némorin.
Dans Joseph et Caroline, Joseph Rosny met en scène son premier échange épistolaire avec Florian. La première lettre, de Joseph à Florian, s'intitule « Hommage bien mérité » et la réponse « Démarches, générosité ».

### Le monde des lettres
La trajectoire professionnelle et littéraire de Joseph Rosny est représentative des logiques, parfois contradictoires, qui définissent le statut de l'écrivain durant cette période.
Joseph Rosny n’a pas seulement publié des œuvres littéraires mais a aussi mis sa plume au service de différents régimes politiques. Premier rédacteur à l’Instruction publique durant le Directoire, puis auteur d’ouvrages pédagogiques ayant pour but la diffusion des valeurs républicaines, Rosny participe activement à la légitimation du pouvoir politique. Son texte Au gouvernement français, publié en 1802, dans lequel il sollicite directement le premier consul pour obtenir un emploi, témoigne de cette volonté de « servir utilement la patrie ».
Avec le concours de Félix Nogaret et Claude-François-Félix Mercier de Compiègne, Joseph Rosny publie en 1800 Le Tribunal d’Apollon ou jugement en dernier ressort de tous les auteurs vivans, un dictionnaire pensé comme un guide de lecture. Il réunit des articles qui louent, et plus souvent diffament sur un ton virulent les écrivains du temps, désignés pour la plupart comme des « intrus » ou des « ridicules mirmidons et pigmées ». Charles Weiss propose un commentaire incisif de la notice consacrée à Joseph Rosny, qu’il aurait écrit lui-même : il y incriminerait à tort les libraires qui privilégieraient toujours la quantité à la qualité. Pour Joseph Rosny, les auteurs ne seraient pas libres d’exprimer l’étendue de leur talent, étant soumis à une pression mercantile. Il dénonce l'avilissement du champ littéraire, au sein duquel chacun tente sa chance sans disposition aucune.
L’ouvrage s’inscrit dans un contexte de dissensions secouant le monde littéraire :  une « guerre » des Lettres se déploie entre 1799 et 1802 en France, déclenchée en partie par un affaiblissement du marché du livre. Joseph Rosny condamne des écrivains jugés médiocres, qui contribueraient à la déchéance de la littérature. Il s’agit également de critiquer la protection offerte aux artistes par le Directoire, qui ne saurait faire la part entre les bons et mauvais auteurs. Si l'écrivain doit être au service du pouvoir, ce dernier doit être capable de n’offrir sa protection qu’aux plus émérites, catégorie au sein de laquelle il se positionne. Ainsi, Joseph Rosny privilégie la littérature du XVIIe siècle au détriment de celle des Lumières: c’est aussi une façon de mettre en avant le mécénat d’État, que symbolise le Roi Louis XIV et qu'il convoite.
Firmin ou le jouet de la fortune, publié en 1798, est également le lieu de questionnements autour de la fonction d'auteur. Joseph Rosny fait de Jean-Pierre Claris de Florian un exemple absolu, dont il rédigera d'ailleurs un éloge. Mais Rosny est conscient de ne pas être à la hauteur de ce modèle de l'écriture pastorale et libre. En effet, Firmin, que l’on peut considérer à la suite de Jean-Luc Chappey comme une image de Rosny auteur, doit choisir un « genre lucratif » pour survivre, c’est-à-dire le roman, avant de devoir se tourner vers le théâtre , « plus lucratif » encore, qui lui réservera  un autre échec. Joseph Rosny s’insurge contre une littérature marchande qui se détourne d’une vocation spirituelle plus édifiante. Firmin, d'abord peintre, est également l'image du petit écrivain qui tente sa chance en littérature pour gagner son pain. Joseph Rosny écrit que l'état d'auteur « autrefois aussi honorable qu’indépendant, était tombé dans un état d’avilissement qui se ressentait du bouleversement général. ».
L’ultime chapitre du Voyage autour du Pont-Neuf, publié en 1802, met en lumière les passe-temps favoris des commis : aller au théâtre et écrire. Le public formé par les employés de bureau apparaît comme juge souverain de la littérature, sa réaction conditionnant la suite de toute carrière. Or, le public se rend au théâtre avec « la prévention dans le cœur et les yeux éblouis d’avance ». L'auteur est souvent blâmé sans avoir été convenablement écouté, alors que l’actrice est acclamée avant d’avoir commencé son interprétation. Joseph Rosny déplore que l’écrivain puisse être un personnage marginalisé, dont ce public peu sensible ne sait reconnaître la valeur. De plus, chacun se met à composer des vers à propos de l’actrice : c’est encore une manière de dénoncer ces auteurs parvenus qui noieraient les ouvrages de mérite dans une vague d’écrits inconséquents.

## Liste des ouvrages publiés
- Ulamor Et Feltidie. Histoire Allégorique, Traduite de l'Arabe, Londres et Paris, chez Gattey, libraire de S.A.S. Madame la duchesse d'Orléans, au palais royal, 1789
- Dénonciation faite au public sur les dangers du jeu, ou Les crimes de tous les joueurs...dévoilés sans aucune réserve, Paris, chez Gattey, 1791
- Mes vingt-cinq ans ou mémoires d’un jeune homme fidèlement rédigés et recueillis par lui-même, Paris, chez A. J. Rosny, 1796
- Les Infortunes de la Galetierre pendant le régime décemviral, contenant ses persécutions, sa fuite sous Robespierre, son naufrage, son séjour, Paris, chez de Conort, 1796
- Le régime décemviral, fait historique, drame en trois actes et en prose, Paris, chez tous les marchands de nouveautés, 1797
- Joseph et Caroline, ou Le berger de la Sologne. Mémoires d'un jeune homme, fidèlement rédigés par lui-même. Histoire véritable, par un officier de la légion des Ardennes, Paris, chez de Conort, 1797
- Les Six Nouvelles, ou la Confession galante de six femmes du jour, Paris, chez Desenne, Delalain, Maradan, 1797
- Adèle et Germeuil, ou l’hermitage des Monts-Pyrénées, Paris, chez Glisau, 1797
- Vie de Jean-Pierre de Florian, Paris, chez Lepetit, 1797
- Gernance, ou La force des Passions, anecdote française, Paris, chez Le Prieur, 1797
- Firmin ou le Jouet de la Fortune, chez Pigoreau, Paris, 1798[38]
- Adonis, ou Le Bon nègre : Mélodrame, en quatre actes, avec danses, chansons, décors et costumes créoles, Paris, chez Glisau, Pigoreau, Le Pan, 1798[39]
- Le Tableau comique, ou l'Intérieur d'une troupe de comédiens, formant suite à l'Optique du jour, chez Marchand, 1798
- Le Prêteur sur gages ou l’Intérieur des maisons de prêts, chez André, 1798
- Anecdote du jour ou histoire de ma détention à la prison de..., Paris, chez les marchands de nouveautés, 1799. Lire en ligne.
- Calixta de Pormenthall, ou les victimes de l'indifférence, anecdote helvétique, Paris, chez Pigoreau, 1799
- Le Rève d'un philosophe, ou Voici toute mon ambition, Paris, chez de Glisau,1800
- Le Tribunal d'Apollon ou Jugement en dernier ressort de tous les auteurs vivants, Paris, chez Marchand, 1800
- Claude et Claudine ou l’Amour au village, Paris, chez Pigoreau, 1800
- Le Péruvien à Paris, Paris, impr. de Huguin, 1800
- L' enfant de trente-six pères : roman sérieux, comique et Moral, Paris, impr. de Huguin, 1801
- L' Amoureux des onze mille vierges : roman véritable, sérieux, comique et Moral, Paris, impr. de Vatar-Jonannet, Paris, 1801
- Le bonheur rural, ou Tableau de la vie champêtre, Paris, chez Poisson, 1801[29]
- Au gouvernement français, Autun, chez Dejussieu, 1802
- Histoire de la ville d'Autun, connue autrefois sous le nom de Bibracte, capitale de la république des Éduens : divisée en 4. livres et ornée de gravures, Autun, chez Dejussieu, 1802
- Le censeur, ou Voyage sentimental autour du Palais-Royal ; ouvrage critique, historique et moral, dédié aux étrangers, chez Anne-Geneviève Masson, 1802
- Voyage autour du Pont-Neuf, Paris, chez Lemarchand, 1802
- Julius Sacrovir, ou le Dernier des Éduens dédié à Lucien Bonaparte, Paris, chez Frechet et Cie, 1804
- Histoire secrète d'un écu de six livres transformée en une pièce de cinq francs, Paris, chez Frechet et Cie, 1804
- Amusements poétiques d'un aveugle, chez les marchands de nouveautés, 1804
- La diligence de Bordeaux, ou le Mariage en poste, Paris, chez madame Rosny, 1804
- La Vie et la mort, poésies du XVIe siècle, par P. Matthieu, ... publiées au augmentées de notes et de commentaires, Paris, Impr. des sciences et des arts, 1805
- Tableau littéraire de la France pendant le XIIIe siècle, ou recherches historiques sur la situation des arts, sciences et belles-lettres depuis l'an 1200 jusqu'en 1301, Valenciennes, chez H.-J. Prignet, 1809
- Couplets en forme de jeux de mots, Valenciennes, 1809
- La foi, l’espérance et la charité, Valenciennes, chez H.-J. Prignet, 1810
- Notice historique sur Arnauld, abbé de Cîteaux, légat du St-Siège, archevêque de Narbonne, et célèbre écrivain du XIIIe siècle, Valenciennes, H.-J. Prignet, 1810
- Recherches historiques sur les druides, Paris, 1810
- Journal central des académies et sociétés savantes, Valenciennes, chez H.-J. Prignet, 1810
- Épître à Voltaire, dans les Champs Élysées, Valenciennes, chez H.-J. Prignet, 1811
- Éloge de J.-P. Claris de Florian, chez J.-I. Corbelyn, 1812
- Placet allégorique présenté à S.M. l'Empereur et Roi, par un officier réformé, Paris, chez H.-J. Prignet, 1814
- Isidore et Juliette, anecdote du XVe siècle, chez Didot Jeune, Paris
- Mes Loisirs, ou Mélanges de littérature, chez Glisau, Paris
- Lorino, ou L'École des femmes
- Le siège du château de Nora, opéra comique en 3 actes
- L'Amour au village, opéra comique en un acte

## Études
- Jean-Luc Chappey, « Les tribulations de Joseph Rosny (1771-1814) questions sur le statut de l’écrivain en révolution », Annales historiques de la Révolution française, no 356,‎ 1er avril 2009, p. 119–142 (ISSN 0003-4436 et 1952-403X, DOI 10.4000/ahrf.10625, lire en ligne, consulté le 10 octobre 2018)
- Jean-Luc Chappey, « Joseph Rosny (1771-1814) et la question du « polygraphe » », dans Dinah Ribard et Nicolas Schapira, On ne peut pas tout réduire à des stratégies, Paris, Presses universitaires de France, 2013 (ISBN 978-2-13-058163-5), p. 51-59
- Olivier Ritz (dir.), Manon Armengaud, Carla Chevillard, Margaux Coratte, Élise Frénois, Elisa Helm, Carole Landa, Anastasia Lobbé, Marie Meyer-Vacherand et Lise Ripoche, « Préface », dans Joseph Rosny, Firmin ou le Jouet de la fortune, Paris, Université Paris Diderot, coll. « Publications du centre Jacques-Seebacher », 2019 (ISBN 9782744202025, lire en ligne)
- Bénédicte Fabre-Muller, Pierre Leboulleux et Philippe Rothstein, Léon de Rosny 1837-1914 : De l'Orient à l'Amérique, Presses Universitaires du Septentrion, 24 novembre 2014, 440 p. (ISBN 978-2-7574-0894-0, lire en ligne)
- Charles Weiss, « Rosny (Antoine-Joseph-Nicolas de) », dans Biographie universelle, ancienne et moderne, t. 39, Paris, L. G. Michaud, 1825 (lire en ligne), p. 34-37
- Joseph Dubois, « De la région Nord/ Pas-de-Calais au Japon. Quatre générations d'hommes de lettres du nord de la France », Revue du Nord, vol. 73, no 289,‎ 1991, p. 73–86 (ISSN 0035-2624, DOI 10.3406/rnord.1991.4620, lire en ligne, consulté le 17 octobre 2018)